# Terremoto di Valentine del 1931
Il terremoto di Valentine del 1931 si verificò il 16 agosto 1931 nella città di Valentine ed è considerato il più violento terremoto mai registrato in Texas. Anche se non furono segnalate vittime, la scossa causò danni a molte abitazioni ed edifici nella zona dell'epicentro. L'intensità della scossa fu registrata come di livello VII (molto forte) nella scala Mercalli, mentre il magnitudo fu segnalato di valore 5,8 sulla scala Richter.

## Danni
L'epicentro fu la zona più colpita: ogni edificio della città, ad eccezione di quelli costruiti con cornicioni di legno, subirono danni. I camini crollarono o si incrinarono. La struttura della scuola locale fu danneggiata in modo irreparabile e il suo cortile interno riportò numerose crepe.
Gli edifici costruiti con muri in adobe collassarono, mentre le strutture in legno mostrarono solo fratture nel pavimento. Altri muri costituiti in cemento, mattoni e materiali simili riportarono grandi fratture e le lapidi del cimitero locale si rovesciarono. Danni minori si verificarono anche nelle contee di Brewster, Culberson, Jeff Davis e Presidio.
Diversi episodi di frane furono causati dal terremoto. Numerosi incidenti ebbero luogo nelle Van Horn Mountains, nelle Chisos Mountains (a sud-ovest di Lobo, nella regione del Big Bend) e nella zona nord-occidentale. In Nuovo Messico riportarono frane anche le Guadalupe Mountains e il Picacho.
Si verificarono problemi anche in diversi bacini idrici artificiali, determinando l'infangamento dell'acqua.